# 克利福德·安藤
克利福德·安藤（Clifford Ando，一译克里夫·安藤或误译做克利福德·安多，1969年—）是一名美国古典学家，专精罗马法及罗马宗教。其著作主要涉及罗马帝国时代的法律、宗教及政府，特别是当时的罗马公民权、法律多元论及法律程序的问题。在法律史中，其著作主要涉及公民法、公法及国际法的问题。其代表作为2000年出版的《帝国意识形态与罗马帝国行省的忠诚》（Imperial Ideology and Provincial Loyalty in the Roman Empire）一书，2003年获美国古典学协会查尔斯·J.古德温奖。
克利福德·安藤是芝加哥大学古典学系教授。1990年毕业于普林斯顿大学，获学士学位。1996年获密歇根大学博士学位。